# La Louptière-Thénard
La Louptière-Thénard é uma comuna francesa na região administrativa de Grande Leste, no departamento de Aube. Estende-se por uma área de 13,68 km². Em 2010 a comuna tinha 301 habitantes (densidade: 22 hab./km²).